# Championnat National 2024-2025
Lo Championnat National 2024-2025 è la 32ª stagione dalla fondazione dello Championnat National e la 26ª nel suo formato attuale, che funge da terza divisione del campionato di calcio francese; si è disputato tra il 16 agosto 2024 e il 16 maggio 2025.

## Stagione

### Novità
Nella stagione precedente sono state promosse in Ligue 2 il Red Star e il Martigues.
Nella stagione precedente sono retrocesse il GOAL, Avranches, Marignane e Épinal, mentre il Niort e SO Cholet sono retrocessi amministrativamente in Régional 1 e Régional 3.
Dalla Ligue 2 sono retrocesse il Quevilly-Rouen, il Concarneau e il Valenciennes.
Dallo Championnat National 2 sono state promosse l'Aubagne, Paris 13 Atletico, Boulogne e il Bourg-en-Bresse.

### Formula
Le 17 squadre partecipanti si incontrano in un turno di andata e ritorno per un totale di 34 giornate.
Le prime due squadre classificate sono promosse in Ligue 2.
La terza classificata giocherà lo spareggio promozione contro la sedicesima della Ligue 2 2024-2025
Le ultime due squadre classificate sono retrocesse in Championnat National 2.

## Squadre partecipanti
| Club              | Città                  | Stadio                       | Capienza |
| ----------------- | ---------------------- | ---------------------------- | -------- |
| Aubagne           | Aubagne                | Stadio de Lattre de Tassigny | 1.000    |
| Boulogne          | Boulogne-sur-Mer       | Stadio de la Libération      | 9.534    |
| Bourg-en-Bresse   | Bourg-en-Bresse        | Stadio Marcel Verchère       | 11.400   |
| Châteauroux       | Chateauroux            | Stade Gaston Petit           | 17.173   |
| Concarneau        | Concarneau             | Stade Guy Piriou             | 6.500    |
| Digione           | Digione                | Stade Gaston-Gérard          | 16.092   |
| Le Mans           | Le Mans                | MMArena                      | 25.000   |
| Nancy             | Nancy                  | Stade Marcel Picot           | 20.087   |
| Nîmes             | Nimes                  | Stadio des Antonins          | 8.033    |
| Orléans           | Orléans                | Stade de la Source           | 7.000    |
| Paris 13 Atletico | Parigi                 | Stadio Sébastien Charléty    | 20.000   |
| Quevilly-Rouen    | Rouen                  | Stade Robert Diochon         | 10.000   |
| Rouen             | Rouen                  | Stade Robert Diochon         | 10.000   |
| Sochaux           | Sochaux                | Stade Auguste Bonal          | 20.005   |
| Valenciennes      | Valenciennes           | Stade du Hainaut             | 25.172   |
| Versailles        | Versailles             | Stade Jean Bouin             | 3.200    |
| Villefranche      | Villefranche-sur-Saône | Stade Armand-Chouffet        | 3.200    |

## Allenatori e primatisti
| Squadra           | Allenatore                       | Calciatore più presente | Cannoniere |
| ----------------- | -------------------------------- | ----------------------- | ---------- |
| Aubagne           | Maxence Flachez Eddy Cardillo    |                         |            |
| Boulogne          | Fabien Dagneaux                  |                         |            |
| Bourg-en-Bresse   | David Le Frapper                 |                         |            |
| Chateauroux       | Patrice Lair                     |                         |            |
| Concarneau        | Stéphane Rossi                   |                         |            |
| Digione           | Baptiste Ridira                  |                         |            |
| Le Mans           | Patrick Videira                  |                         |            |
| Nancy             | Pablo Correa                     |                         |            |
| Nimes             | Adil Hermach                     |                         |            |
| Orleans           | Hervé Della Maggiore             |                         |            |
| Paris 13 Atletico | Fabien Valéri                    |                         |            |
| Quevilly          | David Carre                      |                         |            |
| Rouen             | Maxime D'Ornano                  |                         |            |
| Sochaux           | Karim Mokeddem                   |                         |            |
| Valenciennes      | Ahmed Kantari Vincent Hognon     |                         |            |
| Versailles        | Jean-Luc Vasseur Jordan Gonzalez |                         |            |
| Villefranche      | Laurent Combarel                 |                         |            |

## Classifica
Aggiornato al 16 maggio 2025
|  | Pos. | Squadra           | Pt | G  | V  | N  | P  | GF | GS | DR  |
|  | ---- | ----------------- | -- | -- | -- | -- | -- | -- | -- | --- |
|  | 1.   | Nancy             | 65 | 32 | 20 | 5  | 7  | 54 | 28 | +26 |
|  | 2.   | Le Mans           | 58 | 32 | 17 | 7  | 8  | 48 | 34 | +14 |
|  | 3.   | Boulogne          | 56 | 32 | 15 | 11 | 6  | 46 | 34 | +12 |
|  | 4.   | Digione           | 47 | 32 | 12 | 11 | 9  | 37 | 35 | +2  |
|  | 5.   | Bourg-en-Bresse   | 46 | 32 | 12 | 10 | 10 | 26 | 28 | -2  |
|  | 6.   | Aubagne           | 45 | 32 | 13 | 6  | 13 | 43 | 37 | +6  |
|  | 7.   | Orléans           | 45 | 32 | 12 | 9  | 11 | 43 | 41 | +2  |
|  | 8.   | Concarneau        | 42 | 32 | 11 | 9  | 12 | 48 | 46 | +2  |
|  | 9.   | Valenciennes      | 42 | 32 | 10 | 12 | 10 | 38 | 36 | +2  |
|  | 10.  | Rouen             | 40 | 32 | 9  | 13 | 10 | 42 | 39 | +3  |
|  | 11.  | Quevilly-Rouen    | 40 | 32 | 11 | 7  | 14 | 31 | 41 | -10 |
|  | 12.  | Sochaux           | 38 | 32 | 8  | 14 | 10 | 29 | 30 | -1  |
|  | 13.  | Versailles        | 36 | 32 | 8  | 12 | 12 | 41 | 44 | -3  |
|  | 14.  | Paris 13 Atletico | 35 | 32 | 7  | 14 | 11 | 32 | 38 | -6  |
|  | 15.  | Villefranche      | 34 | 32 | 7  | 13 | 12 | 29 | 37 | -8  |
|  | 16.  | Châteauroux       | 33 | 32 | 8  | 9  | 15 | 40 | 62 | -22 |
|  | 17.  | Nîmes             | 28 | 32 | 6  | 10 | 16 | 24 | 41 | -17 |

Legenda:

      Promosse in Ligue 2 2025-2026

      Retrocesse in Championnat National 2

## Spareggio promozione
Allo spareggio sono ammesse la sedicesima classificata in Ligue 2 e la terza classificata dello Championnat National. 
|               | Risultati |               | Luogo e data                     |
| ------------- | --------- | ------------- | -------------------------------- |
| Boulogne      | 1-3       | Clermont Foot | Boulogne-sur-Mer, 20 maggio 2025 |
| Clermont Foot | 1-2       | Boulogne      | Clermont-Ferrand, 25 maggio 2025 |
|               |           |               |                                  |

## Statistiche

### Individuali

#### Classifica marcatori
| Gol |  |  | Giocatore           | Squadra         |
| --- |  |  | ------------------- | --------------- |
| 13  |  |  | Fahd El Khoumisti   | Orleans         |
| 11  |  |  | Oussama Abdeldjelil | Nimes           |
| 10  |  |  | Hicham Benkaid      | Rouen           |
| 10  |  |  | Steven Nsimba       | Aubagne         |
| 8   |  |  | Samy Baghdadi       | Versailles      |
| 8   |  |  | Dame Guèye          | Le Mans         |
| 8   |  |  | Thibault Rambaud    | Boulogne        |
| 7   |  |  | Mathias Oyewusi     | Valenciennes    |
| 7   |  |  | Cheikh Touré        | Nancy           |
| 7   |  |  | Ottman Dadoune      | Bourg-en-Bresse |